# La Petite Marchande de prose
La Petite Marchande de prose est un roman policier de Daniel Pennac publié le 23 janvier 1990 aux éditions Gallimard et ayant obtenu le prix du Livre Inter la même année. Il constitue le troisième tome de la Saga Malaussène.
Le livre est traduit en anglais.

## Résumé
La reine Zabo est sortie pour régner sur un royaume de livres. Un petit royaume à l'échelle de son corps chétif dominé par une énorme tête. Un royaume qu'elle domine entièrement. Pourtant, elle peine à dominer Benjamin Malaussène, le bouc émissaire professionnel payé à prix d'or pour compatir avec les écrivains refusés. Alors quand Malaussène, démotivé par le mariage de sa toute jeune sœur Clara avec un directeur quasi-sexagénaire de prison modèle, se saisit d'un prétexte pour démissionner, la reine Zabo se voit contrainte de lui offrir un autre emploi : endosser l'identité de J.-L. Babel, le prolifique et invisible auteur de fadaises à succès.
Mais la mort rôde autour de Clara et de Benjamin, victimes de la terrible tendance malaussénienne à attirer les problèmes, et la tonitruante sarabande de l'opération publicitaire croise la route d'un dangereux tueur. C'est d'abord le futur mari de Clara, assassiné le jour de son mariage, qui est découvert. Benjamin, suspecté par défaut, est rapidement mis hors de cause par le commissaire Coudrier. Celui-ci lui recommande de rester loin de cette affaire, mais même en obéissant à son conseil, Malaussène va se retrouver inextricablement mêlé à ce meurtre.
JLB se dévoilera vraiment à la Terre entière au palais omnisports de Paris-Bercy. Une foule de journalistes, d’admirateurs mais aussi d’assassins y est réunie. Benjamin se fera tirer dessus en ayant pris la place du mystérieux J.-L. Babel, et tombe dans un coma dépassé. Le docteur Berthold, profitant de ce coma, commence à prélever des organes pour effectuer des transplantations sur des patients ayant plus besoin des organes de Benjamin que celui-ci.
Julie décide de traquer les responsables de la tentative de meurtre : au fur et à mesure, les cadavres des personnes mêlées de près ou de loin à l'affaire s'accumulent, et oncle Thian est chargé de neutraliser la jeune femme. Mais Julie découvre que le véritable assassin n'est autre que le meurtrier du fiancé de Clara, un ancien détenu auteur des livres de JLB, qui n'avait pas été mis au courant de la parution et des ventes exceptionnelles de ses romans, romans basés sur l'économie et la réussite fulgurante de ses personnages. Amoureux de Julie, ou plutôt de la femme qu'il imagine à travers elle, il perd deux doigts en tentant de tuer les membres de l'édition du Talion.
Amené à l'hôpital où se trouve Benjamin, il décède, mais par miracle son histocompatibilité avec Malaussène permet de lui faire le don complet de ses organes...

## Autour de l'œuvre
- L'acronyme JLB, désignant le présumé auteur dont Malaussène doit endosser l'identité, pourrait être un clin d'œil à Paul-Loup Sulitzer, alias PLS, dont les livres avaient également été écrits avec un autre écrivain, et brodaient sur le même thème que ceux de JLB. Ce système fut dénoncé par Pierre Assouline et relayé par Bernard Pivot en 1987.

## Éditions
- Éditions Gallimard, 1989  (ISBN 2-07-071822-0)
- Éditions Gallimard, « collection Folio », no 2342, 1992  (ISBN 2-07-038465-9)